# Nick Schultz (hockeista su ghiaccio)
Nicholas Andrew Schultz, detto Nick (25 agosto 1982), è un ex hockeista su ghiaccio canadese.

## Palmarès

### Mondiali
- 2 medaglie:
  - 2 ori (Repubblica Ceca 2004; Russia 2007)